# Rudbekia naga
Rudbekia naga, rudbekia sieczna, rotacznica naga (Rudbeckia laciniata L.) – gatunek rośliny z rodziny astrowatych. Jest gatunkiem rodzimym w południowej Kanadzie oraz w środkowej i wschodniej części Stanów Zjednoczonych. Jako gatunek introdukowany rośnie w większości krajów Europy, w strefie umiarkowanej Azji oraz w nielicznych krajach strefy międzyzwrotnikowej (Kolumbia, Boliwia, Indonezja). W Polsce rośnie pospolicie w południowej części kraju, nieco rzadziej w środkowej i północnej części.
Należy do najstarszych roślin ozdobnych sprowadzonych z Ameryki Północnej do Europy, gdzie rosła w ogrodach już na początku XVII wieku, a w końcu tego wieku odnotowana została po raz pierwszy jako roślina dziczejąca (po raz pierwszy obserwowana była jako taka na Dolnym Śląsku). W miejscach inwazji rośnie masowo, konkurując z gatunkami rodzimymi i wypierając je.

## Morfologia

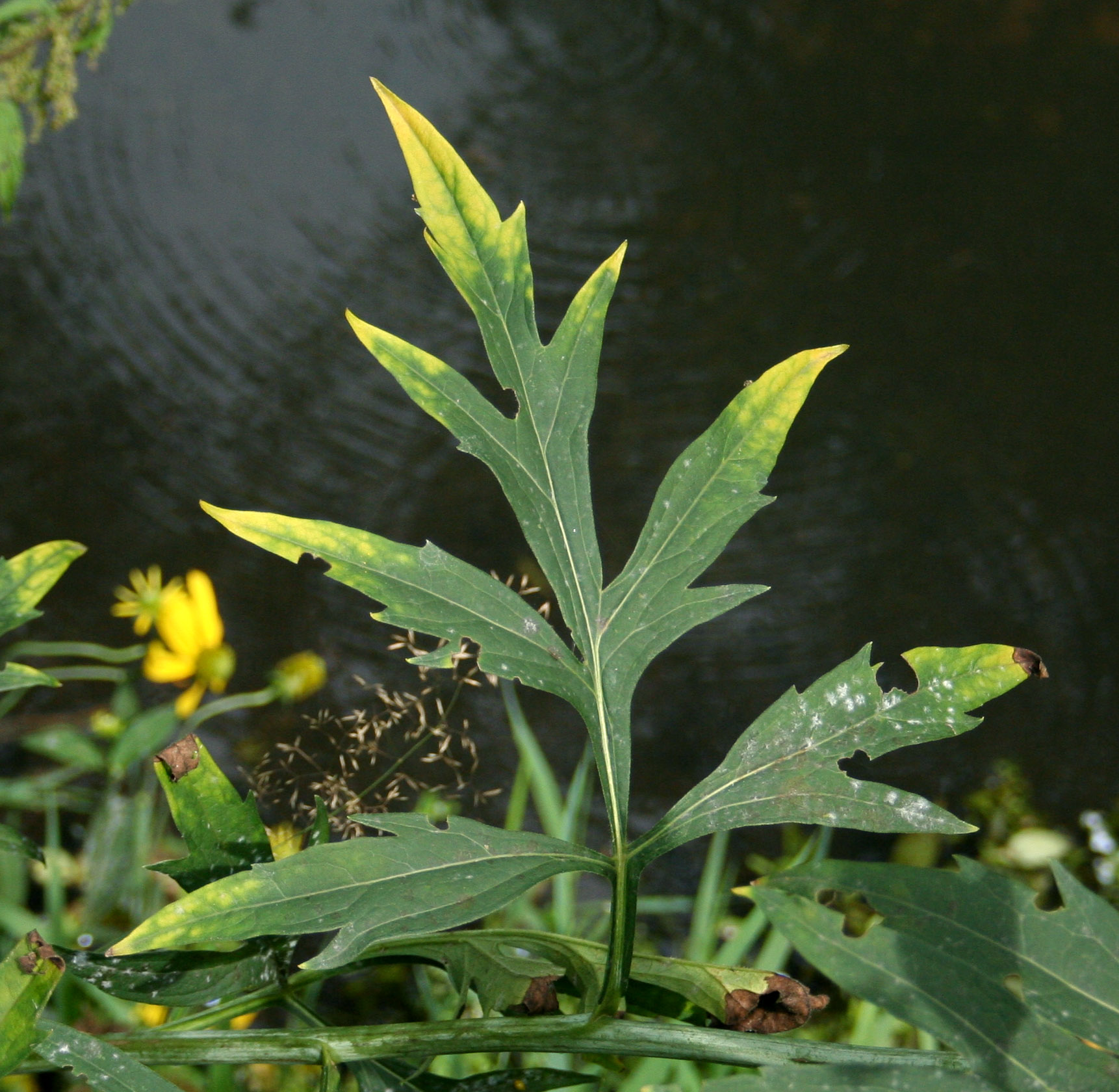
Liść rudbekii

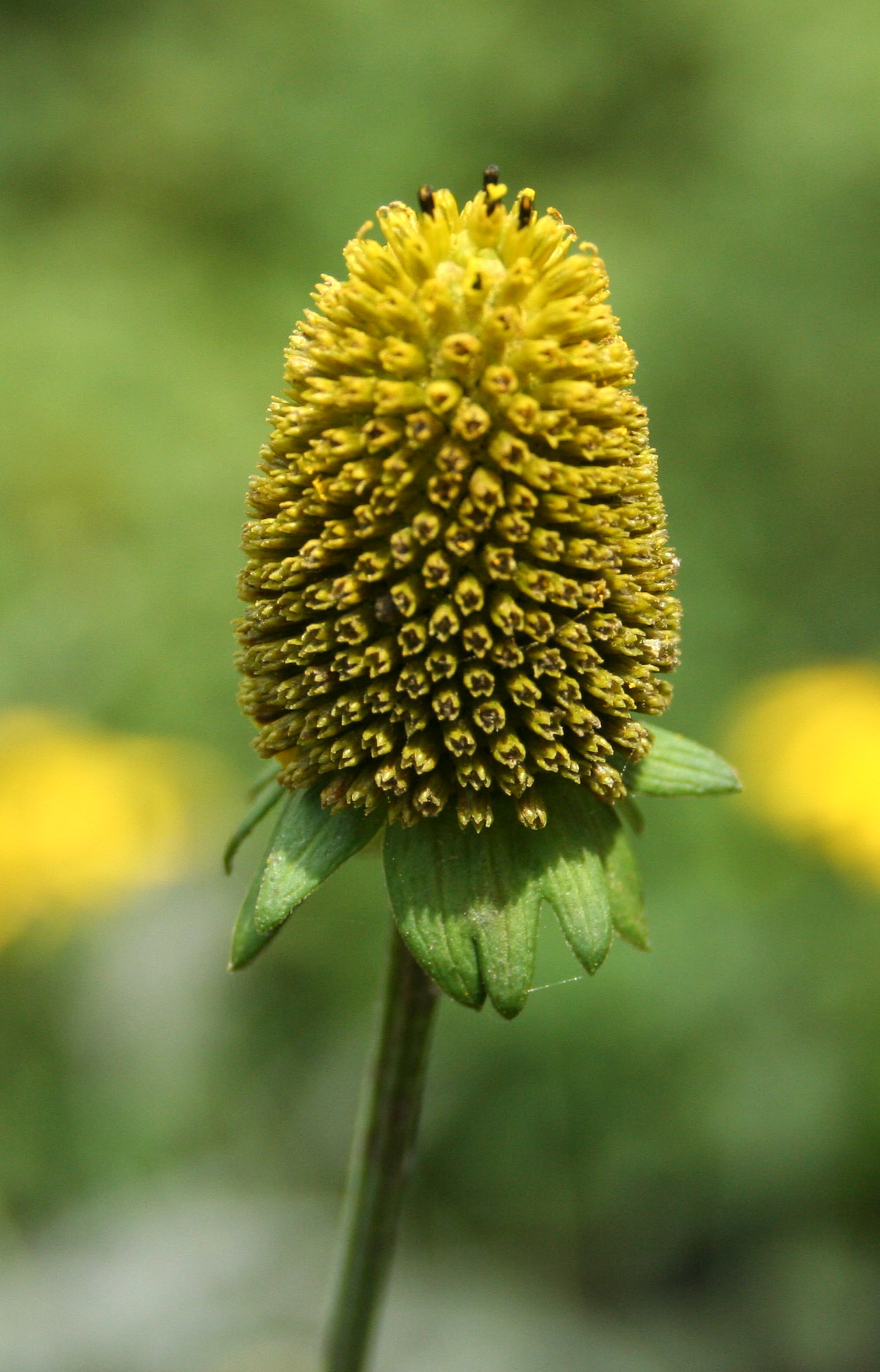
Przekwitający kwiatostan

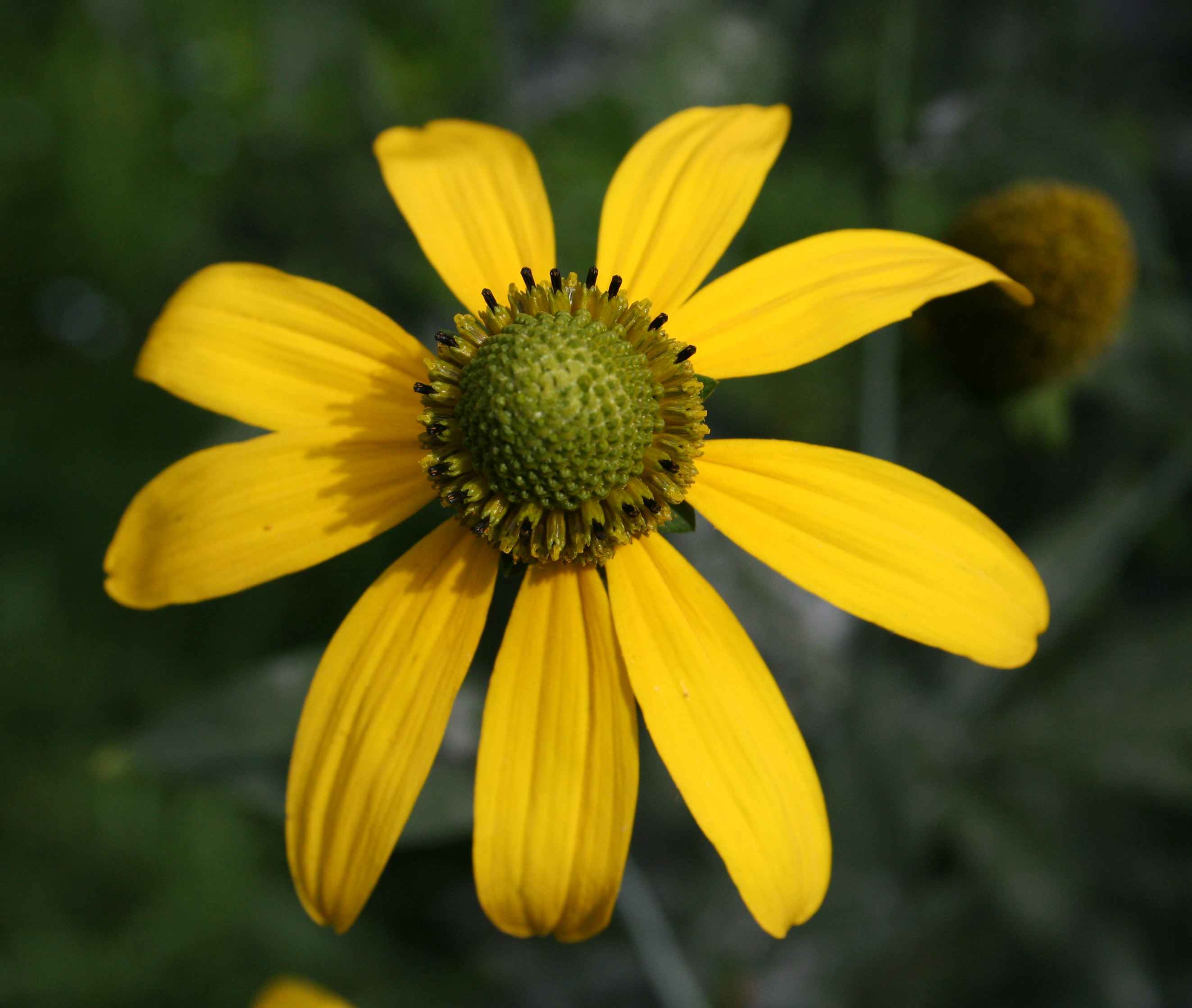
Kwiatostan w czasie kwitnienia

ŁodygaProsto wzniesiona, osiągająca od 1 do 2,5 m, rzadziej od 0,5 do 3 m, naga lub owłosiona, delikatnie bruzdowana.
Organy podziemneKorzenie wiązkowe oraz długie i cienkie rozłogi.
LiścieSkrętoległe, odziomkowe ogonkowe (zamierają przed kwitnieniem), wyższe ogonkowe lub siedzące. Blaszki pierzastodzielne z wyjątkiem najwyższych liści, które są niepodzielone, całobrzegie, jajowate. Wszystkie pozostałe składają się z 5–7 trójdzielnych, lancetowatych i grubo ząbkowanych odcinków, czasem całobrzegich i równowąskich. Liście są zielone, nagie lub owłosione, gładkie lub drobno brodawkowate i wówczas szorstkie. Osiągają od ok. 10 do 40 cm długości (odziomkowe mają do 50 cm) oraz do 20 cm szerokości (odziomkowe do 25 cm).
KwiatyKoszyczki kwiatowe pojedyncze na końcach rozgałęzień pędu, osiągają do ok. 10 cm średnicy. Okrywę tworzy 8–15 listków wyrastających w 2–3 szeregach. Są one zielone, jajowate lub lancetowate, zaostrzone, z odgiętymi końcami, nagie, orzęsione na brzegu lub owłosione. Dno koszyczka ma do 2,5 cm średnicy i początkowo jest stożkowate, w czasie owocowania wydłuża się 3 cm. Wewnątrz jest gąbczaste, białawe lub brązowawe. Kwiaty wsparte są podłużnymi, na szczycie uciętymi lub zaokrąglonymi oraz pokrytymi drobnymi i delikatnymi włoskami  plewinkami o długości od 3 do 7 mm. Kwiatów języczkowych jest 8–12, są one jaskrawo złotożółte, szerokolancetowate, o długości do 6 cm i szerokości do ok. 1,5 cm, czasem na szczycie z trzema drobnymi ząbkami. Kwiaty rurkowate na dnie koszyczka występują w liczbie od 150 do kilkuset, są obupłciowe, z pięcioma ząbkami na szczycie, do 5 mm długości, żółtozielone z czarnymi pylnikami.
OwoceNiełupki długości 3–4,5 mm, zielonkawe, brązowawe do czarnych, czworo- lub rzadziej trójkanciaste, zwykle nieco wygięte. Puch kielichowy zredukowany do krótkiego rąbka lub czterech łusek o długości do 1,5 mm, czasem brak go zupełnie. Owoce obejmowane są przez trwałe plewinki.

## Biologia i ekologia
Bylina, hemikryptofit. Kwitnie od lipca do września. W swoim pierwotnym zasięgu rośnie w miejscach wilgotnych, w dolinach cieków, na łąkach, w zaroślach i lasach. Na obszarach poza pierwotnym zasięgiem spotykana jest na siedliskach ruderalnych, poboczach dróg, często na groblach wśród stawów i w pobliżu miejsc uprawy, ale też podobnie jak w Ameryce – wzdłuż dolin rzek i strumieni. W klasyfikacji zbiorowisk roślinnych gatunek charakterystyczny dla zespołu Rudbeckio-Solidaginetium (nazwa zbiorowiska jest myląca – rudbekie i nawłocie rzadko występują razem).
Roślina ta rozprzestrzenia się głównie za pomocą rozłogów, rzadziej za pomocą nasion, z których kiełkuje tylko nieco ponad połowa (w Środkowej Europie nasiona często nie dojrzewają).
Tworzy zwarte, wysokie agregacje o dużej produkcji biomasy wpływając negatywnie na zróżnicowanie gatunkowe w zbiorowiskach roślinnych. 

## Zastosowanie i uprawa
Często uprawiana jako roślina ozdobna, głównie ze względu na efektowne kwiatostany. Jest łatwa w uprawie; w ogrodach wiejskich rośnie nieraz przez wiele lat praktycznie bez żadnych zabiegów uprawowych. Ze względu na wysoki wzrost nie jest zagłuszana przez chwasty. Preferuje miejsca nasłonecznione, ale rośnie też dobrze w półcieniu. Najlepiej rośnie na glebie żyznej, wilgotnej i nawożonej (optymalnie przed kwitnieniem). Jest mrozoodporna, znosi też krótkie susze. W czasie dłuższych suszy wymaga podlewania. Osłabiona suszą słabiej kwitnie i bywa atakowana przez owady (mszyce) i roztocza (przędziorki). Jesienią liście porażane są przez mączniaka prawdziwego i rzekomego.

### Odmiany
- 'Golden Glow' ('Goldball') – od dawna uprawiana w ogrodach wiejskich odmiana pełnokwiatowa o zwielokrotnionych okółkach kwiatów języczkowych. Niezbyt sztywna łodyga pod ciężarem kwiatostanów może się pokładać, wymaga podpór i podwiązywania (z tego względu przy domach wiejskich sadzona była zwykle przy płocie)[11].

## Zwalczanie
Gatunek inwazyjny w środowisku naturalnym poza pierwotnym zasięgiem zwalczany może być przez systematyczne koszenie, optymalnie połączone z wykopywaniem części podziemnych. W szczególnych sytuacjach dopuszcza się stosowanie mazaczy z herbicydami.